# Битва при Сельйоріго
Битва при Сельйоріго — дві послідовних битви між мусульманськими військами Кордовського емірату та союзною астурійсько-кастильською армією, що відбулись у 882—883 роках за контроль над замком Сельйоріго та його околицями. Обидві битви призвели до поразки мусульман. Замок, за який бились армії, нині втрачений.

## Перша битва
882 року Мухаммад I ібн Лубб, представник клану Бану Касі, який завжди мав гарні відносини з християнськими королівствами на півночі Піренейського півострова, вступив у коаліцію з кордовським еміром Мухаммедом I. Емір відрядив свого сина аль-Мунзіра приєднатись до війська Бану Касі для набігів на володіння християн на річці Ебро. Мухаммад ібн Лубб просунувся з Сарагоси вздовж берега Ебро та пройшов через Ла-Ріоху, що на той момент належала його дядькам, правителю Сарагоси Ісмаїлу ібн Мусі та правителю Тудели Фортуну ібн Мусі.
Після прибуття до Сельйоріго мусульмани спробували взяти замок, оскільки він був стратегічно важливим для захисту одного з нечисленних проходів через гори Обаранес. Замок захищав Вела Хіменес, засновник роду Вела й перший граф Алави. Однак атака, що мала наслідком для обох армій значне число поранених, не дозволила мусульманам досягти успіху в захопленні замку. Після цього син кордовського еміра аль-Мунзір узяв значну частину мусульманської армії під своє командування й вирушив до Панкорбо, іншого перевалу через Обаренес. Однак атаки на замок Панкорбо впродовж кількох днів також завершились мусульманським відступом і численними жертвами.
Після тих відходів король Астурії Альфонсо III наказав графу Кастилії Дієго Родрігесу Порселосу і Велі Хіменесу переслідувати Мухаммада ібн Лубба й аль-Мунзіра. Невдовзі після цього мусульманські лідери почали прохати про мир.

## Друга битва
За рік аль-Мунзір зібрав військо під командуванням аль-Мондера й Абу Халіта. Після перемоги під стінами Сарагоси та розграбування міста Вільямайор-де-Монхардін й інших міст Наварри вони вирушили в черговий раз атакувати замок Сельйоріго, але того разу без допомоги військ Мухаммада ібн Лубба.
Результати кампанії виявились ще гіршими, ніж за рік до того. Після того як захисники Сельйоріго відбили атаки, аль-Мунзір знову атакував замок у Панкорбо, а також замок у Кастрохерісі. Обидві спроби завершились цілковитим провалом і значними втратами для мусульманської сторони. Ті поразки змусили аль-Мунзіра відрядити посланця до короля Альфонсо III, щоб прохати про мир.